# Ilias Psinakis
Ilias Psinakis (tiếng Hy Lạp: Ηλίας Ψινάκης; sinh ngày 8 tháng 4 năm 1958) là một chính khách, nhà quản lý và nhân vật truyền hình người Hy Lạp.
Psinakis từng là Thị trưởng Marathon, nằm trong khu vực hành chính của Attica, từ 2014 đến 2019.

## Đầu đời và giáo dục
Psinakis được sinh ra ở Hy Lạp đến Panagiotis và Alice Psinakis. Cha ông sở hữu một nhà máy điện tử. Khi học đại học ở Vương quốc Anh, Psinakis học ngành kinh doanh và tiếp thị quốc tế, cuối cùng nhận được bằng thạc sĩ ở cả hai.